# Дизајн музеј Холон
32° 0′ 39.46″ N 34° 46′ 39.39″ E / 32.0109611° С; 34.7776083° И
Дизајн музеј Холон (хебр. מוזיאון העיצוב חולון, енгл. Design Museum Holon) је први музеј у Израелу посвећен Дизајн. Музеј је планирао и дизајнирао израелски архитект и индустријски дизајнер Рон Арад у сарадњи са Бруном Асом. Музеј је у источном делу новог културног подручја Холон који укључује Медиатхекуе (централну библиотеку, позориште, цинематхекуе). У близини је факултет дизајна на Холон институту за технологију.
Музеј је отворен 3. марта 2010. То је прва зграда коју је планирао Рон Арад.
Музеј је забележио путнички магазин  Цонде Наст Травелер  као једно од нових чуда у свету.